# Abbaye d'Ettal
L'abbaye d’Ettal est une abbaye bénédictine, située en Haute-Bavière (Allemagne) à Ettal. Elle se trouve près de la ville d’Oberammergau et au nord de la ville de Garmisch-Partenkirchen dans les Alpes. Elle fait partie de l'Archidiocèse de Munich et Freising. Elle est fondée par Louis IV de Bavière en 1330. Au XVIIIe siècle, elle possède une académie réputée ; mais en 1803 elle est sécularisée et laissée à l’abandon. Elle est réoccupée à partir de 1899. De lieu de pèlerinage important, elle est devenue aujourd’hui un lieu touristique populaire.

## Histoire de l'abbaye
L’abbaye d’Ettal est fondée le 28 avril 1330  par l’empereur Louis IV de Bavière à son retour d’Italie, à la suite de conflits avec le pape Jean XXII. Selon la légende, il aurait reconnu sur son trajet de retour dans la vallée d’Ampferang l’endroit sur lequel un moine lui avait attiré l'attention dans ses rêves. Il décida de fonder à cet emplacement un monastère avec une vingtaine de moines bénédictins protégés par douze chevaliers accompagnés de leurs femmes et commandés par un maître. Stratégiquement surtout, Ettal assurait la protection de cette route importante entre le Tyrol et des possessions territoriales de la maison des Wittelsbach dont est issu le fondateur de l’abbaye.
Louis IV de Bavière donna au monastère un grand nombre de biens (villages, marchés, terres) ainsi qu’une statue de la vierge Marie ramenée d’Italie. Grâce à elle, Ettal devint un lieu de pèlerinage important. En 1348, la commanderie disparut, et les moines continuèrent seuls d’occuper les lieux.
Après la mort de l’empereur en 1347, les religieux connurent des moments difficiles. Louis V de Bavière, fils de Louis IV, supprima nombre de donations au monastère et la construction de l’édifice se ralentit. L’abbé Conrad Ier Kummersprugger, bon gestionnaire, redressa la situation et l’église abbatiale d’Ettal fut consacrée en 1370.
En 1442, le duc Albert III de Bavière tenta une réforme du monastère. Jean Schlitpacher, moine de l’abbaye de Melk, se chargea de cette mission. Il abandonna au bout de dix mois devant l’opposition de l’abbé d’Ettal. En 1451, deux abbés extérieurs, venus observer le couvent, considèrent que l'abbaye d’Ettal s’est éloignée de la stricte observance prônant la rigueur et la pénitence, et en conséquence l’abbé démissionne.
En raison du passage fréquenté près de l’abbaye, les idées de la réforme protestante du XVIe siècle atteignirent Ettal, mais elles ne l'influencèrent pas durablement. Ensuite Plazidus Gall, considéré comme le deuxième fondateur de l’abbaye, apporta un renouveau à celle-ci. Ettal subit des dégâts importants dus aux guerres de l’époque notamment en 1552 par les troupes de Maurice de Saxe et en 1632, par des détachements suédois. La guerre de succession d'Espagne toucha également l’établissement. La Réforme catholique entraîne un regain du pèlerinage.
Malgré ces différents troubles, l’ordre reste intact dans le monastère. La Cœnobitas Ettalensis, une liste d’éléments réglementant la vie des moines, prouve l’ordre qui règne à Ettal. Ce manuscrit se retrouve dans plusieurs autres monastères.

### Ritterakademie et suppression
Plazidus II met en place une école en 1710: la Ritterakademie. Cette école était réputée et destinée à éduquer les jeunes gens de la noblesse, parmi lesquels des étudiants venant d’autres pays. L’abbaye favorisait les sciences, notamment en permettant les échanges de savoir, ainsi les moines étaient envoyés étudier à l’étranger pour qu’ils deviennent à leur tour professeurs à la Ritterakademie ou dans d’autres universités. Parmi eux : Ludwig Babenstuber, Romuald Dreyer, Karl Bader, Marzellin Reisch et Magnus Knipfelsberger. La Ritterakademie enseignait aussi la théologie, la philosophie et le chant. Elle est détruite par un incendie en 1744. Ce feu s’étendit également à des bâtiments du couvent et à l’église.
Les bâtiments détruits par les flammes sont reconstruits avec l’aide de nombreux artistes de l’époque. Leur collaboration donna naissance à un exemple type du rococo bavarois.
En 1803, l’abbaye est touchée par le mouvement de sécularisation, les moines chassés et l'abbaye en grande partie détruite. L’église n'est rendue au culte qu’en 1899. Cette résurrection d’Ettal est l’œuvre du baron Theodor von Cramer-Klett et de l’abbé Rupert III Metzenleitner de Scheyern, avec l'arrivée de bénédictins qui font des bâtiments subsistants un prieuré.

### Renaissance de l'abbaye
En 1903, Ettal obtient enfin le statut d’abbaye. Le T.R.P. Willibald Wolfsteiner, à la tête du monastère, réorganisa le culte notamment en remettant le chant grégorien à l’ordre du jour. Il construisit également un collège et un internat. Le couvent fut reconstruit. La Ritterakademie renaît alors de ses cendres grâce aux professeurs d’autres abbayes et les sciences sont de nouveau enseignées. À partir de cette époque, l’abbaye fait partie de la Congrégation bénédictine de Bavière.
Une école secondaire est ouverte en 1905.
De 1933 à 1945, les bénédictins sont chassés de leur Gymnasium et l’école est occupée par les autorités en place et utilisée pour faire passer la doctrine nationale-socialiste.

## Liste des abbés
- Friedrich Heinrichsreyter von Nühenpach, 1330-46.
- Jodok Agenswanger, 1346-54.
- Conrad Ier Kummersprugger, 1354-90.
- Heinrich Ier Zugger, † 1393.
- Werner, 1393-99.
- Conrad II Sandauer, 1399-1413.
- Heinrich II Sandauer, † 1414.
- Ulrich Hohenkircher, † 1419.
- Conrad III Schifflen, † 1439.
- Johannes Ier Kupfsteiner, 1439-52.
- Simon Huber, † 1476.
- Stephan Precht, † 1495.
- Benedikt Ier Zwink, † 1495.
- Johannes II Sprangler, † 1511.
- Maurus Ier Wagner, † 1522.
- Maurus II Nutzinger, † 1549.
- Plazidus Ier Gall, † 1566.
- Nikolaus Streitl, † 1590.
- Leonhard Hilpold, 1590-1615
- Otmar Ier Goppelsrieder, † 1637.
- Ignatius Rueff, † 1658.
- Virgilius Hagler, † 1668.
- Benedikt III Eckart, † 1675.
- Roman Schieler, † 1697.
- Romuald Haimblinger, † 1708.
- Plazidus II Seitz, † 1735.
- Bernhard Ier Oberhauser, † 1739.
- Benedikt III Pacher, 1739-59.
- Bernhard II, comte von Eschenbach, † 1779.
- Othmar II Seiwold, † 1787.
- Alfons Hafner, 1787-1803.
- Willibald Wolfsteiner, 1907-33.
- Angelus Kupfer, 1933-51.
- Johannes Ev. Höck, 1951-61.
- Carl Gross, 1961.
- Karl Groß, 1961–1973
- Edelbert Hörhammer, 1973–2005.
- Barnabas Bögle, 2005–2010.
  - Emmeram Walter, février – juillet 2010 (administrateur).
- Barnabas Bögle (depuis le 11 juillet 2010)*

## Brasserie
L'abbaye possède une brasserie, la Ettaler Klosterbrauerei.

## Abus sexuels
Le 24 février 2010, Barnabas Bögle, abbé de l'abbaye d'Ettal, et Maurus Krass, prieur de l'abbaye et directeur de l'école, démissionnent en 2010 à la suite des révélations d'abus sexuels et de maltraitance au sein du collège dépendant du monastère dans les années 1950 à 1980. Une centaine d'élèves auraient été victimes d'abus sexuels par des prêtres bénédictins de l'institution,. Cette démission intervient à la demande de l'archidiocèse de Munich et Freising.
En juillet 2010, le cardinal Rodé, de la Congrégation pour les instituts de vie consacrée et les sociétés de vie apostolique, indique que l'abbé ne pouvait reprocher aucun acte répréhensible, de sorte que rien ne s'opposerait à un retour à son office. Il est réélu à son ancien poste le 11 juillet.
Un premier rapport, établi en juillet 2010, mentionne 119 accusations contre 13 religieux et 2 éducateurs laïcs, pour des faits commis dans l’internat et au Gymnasium (primaire et secondaire avec possibilité d'internat) entre 1950 et 1980. Parmi ceux-ci, 31 cas concernent des agressions sexuelles, dont 24 sont attribués à un seul prêtre bénédictin. En septembre 2011, l'abbaye d'Ettal s'engage à verser un dédommagement financier aux 70 anciens élèves victimes d’agressions sexuelles et de mauvais traitements, qui se sont fait connaitre.
En 2021, Barnabas Bögle indique que l'internat sera fermé à la fin de l’année scolaire 2023/2024, en effet le nombre d’élèves concernés est en baisse continue depuis des années. Il explique cette décision par le lourd héritage du scandale des abus à l'égard des enfants mais aussi par la crise de la Pandémie de Covid-19. Par contre les classes d'enseignement sont maintenues.

## Œuvre d'art et architecture
nb : Les informations de ce sous-chapitre sont essentiellement tirées de Dictionnaire d’histoire et de géographie ecclésiastiques (D.H.G.E.), Paris, Letouzey et Ané, 1963, vol. 4, col. 1292.
Le premier élément notable dans l’histoire de l’abbaye est la donation de la statue de la Vierge qui fut ramenée d’Italie. Elle apporta un certain succès à l’abbaye qui se voit devenir une grande destination de pèlerinage de l’époque grâce à elle. Celle-ci fut réalisée en marbre par Giovanni Pisano, maître de la pré-Renaissance très en vogue à l’époque. C’est le bien le plus précieux donné à l'abbaye par l’empereur.
En 1370, l’église abbatiale est construite dans un style gothique avec toutefois la particularité d’avoir un plan central dodécagonal couronné d’un toit en pyramide très aiguë. Sur les contours de ce plan central (plan centré) se trouvait un déambulatoire double qui donnait sur l’intérieur de l’église. À l’est, le chœur des moines est apposé à l’édifice. Une colonne avec à ses pieds un autel accueillant la statue de la Vierge vient soutenir une voûte à nervures.
Au XVIIIe siècle, Plazidus II voulut apporter du renouveau aux bâtiments d’Ettal notamment pour le monastère et l’église. Il demanda donc à l’architecte Enrico Zuccali de renouveler ces lieux dans l’esprit baroque. La façade de l’église fut reconstruite en premier et le nouveau maître-autel consacré en 1726. Le style  gothique des éléments d’antan ne changea pas lors de cette rénovation. Le feu de 1744 ravagea de nombreux bâtiments du monastère.
Le monastère et l’église furent reconstruits grâce au maître-maçon Joseph Schmuzer de Wessobrunn, selon les instructions de Zuccali ; mais la façade n’atteignit pas sa splendeur d’avant. Une entrée unique se substitua aux trois entrées de l’époque. Ce n’est qu’en 1853 et 1906-1907, que les tours encadrant la façade furent terminées. Des statues des apôtres furent placées dans des niches. Le clocher de style gothique fut maintenu et une partie des murs qui n’avaient pas été détruits dans les flammes fut conservée.
Le tympan au-dessus du portail gothique laisse apercevoir le fondateur et sa seconde épouse à genoux devant la scène de la crucifixion. Une coupole peinte par Jakob Zeiller de Reutte qui représente le triomphe de Saint Benoît surmonte le centre[Quoi ?] gothique. Des pilastres sont placés pour adoucir les angles de la bâtisse dodécagonale et ainsi rendre un espace circulaire à l’intérieur. Des autels sont installés entre les groupements triples des pilastres, donnant une impression de verticalité.
Un décor très riche est mis en place notamment par la dominance du motif d’une gracieuse coquille qui sied à l’harmonie du buffet d’orgue. Ce décor harmonieux est l’œuvre de Georg Herterich. Johann Georg Übelher, l’élève de J.B. Zimmermann, réalise les enduits (stucs) et la peinture d'angelots (putti). Des tableaux sont peints par des artistes en vogue à l'époque, notamment : Martin Knoller, J.J. Zeiller, Franz Georg Hermann et Thomas Schäffer et leurs tableaux ornent les dessus d'autels. Des statues de Johannes B. Straub, reconnu pour son rôle dans le mouvement du rococo bavarois, sont réalisées pour Ettal. L’abbaye est considérée comme « une des réalisations les plus riches du rococo bavarois ».
L’église assemble différents genres et sa décoration ayant été réalisée durant tout le XVIIIe siècle, on peut noter les évolutions passant du rococo au classicisme.
Roman Anton Boos travailla à la décoration du maître-autel. La sacristie est imprégnée du style baroque. Le déambulatoire de style gothique fut peint par Wolfgang de Munich en 1411 et est le lieu de sépulture des moines.
Avec la Ritterakademie, le chant prend une place importante à Ettal. Le père Ferdinand Rosner composa le jeu de la Passion d'Oberammergau. Au siècle des Lumières  (Aufklärung), le père Magnus Knipfelsberger le transforma sur un ton plus léger. Le père Othmar Weiss y apporta encore une modification : l’apport de chœurs. La Passion d'Oberammergau a toujours été fort prisée. Ettal est également connue pour ses livres et ses reproductions d’images.

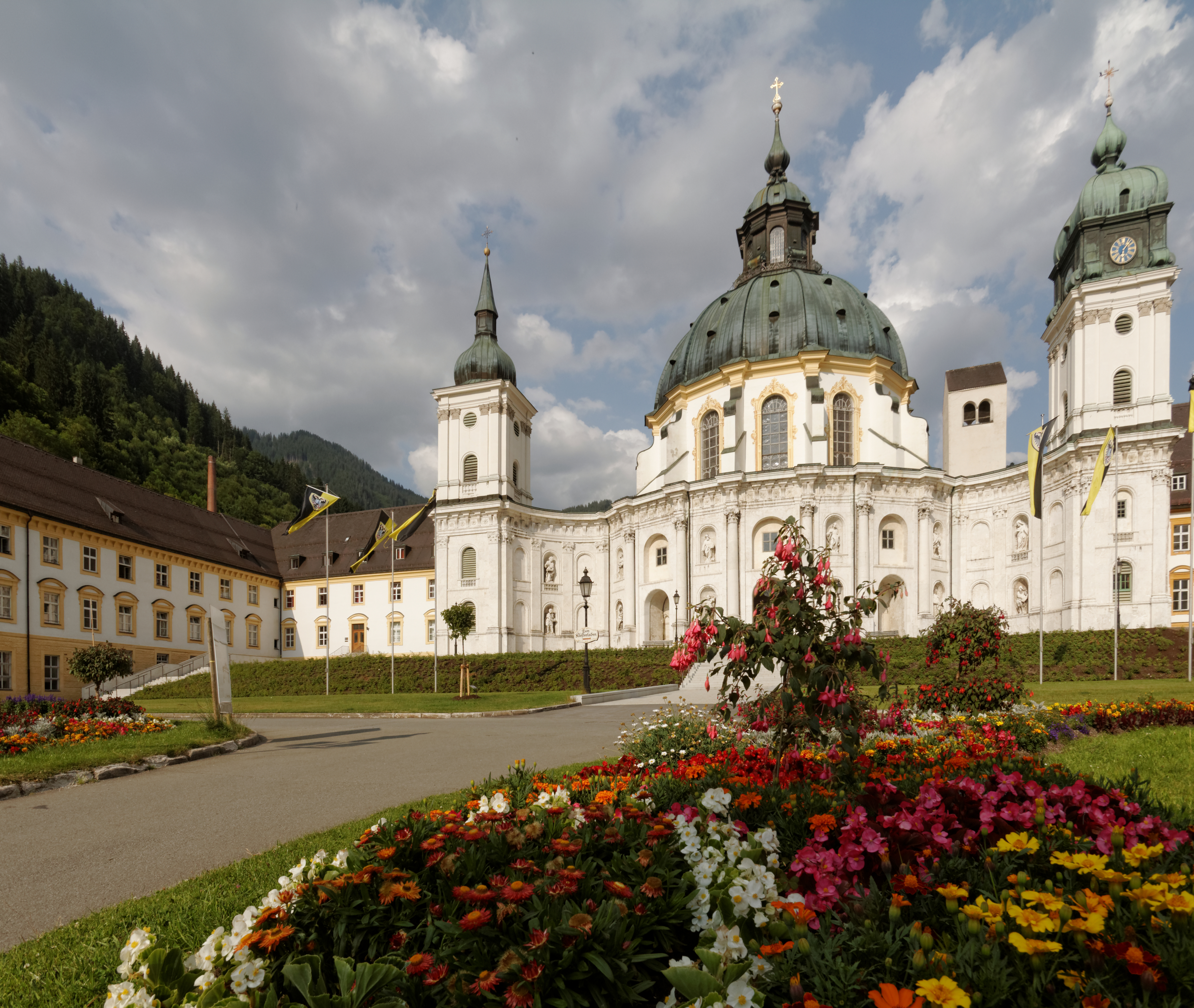
Abbaye d'Ettal
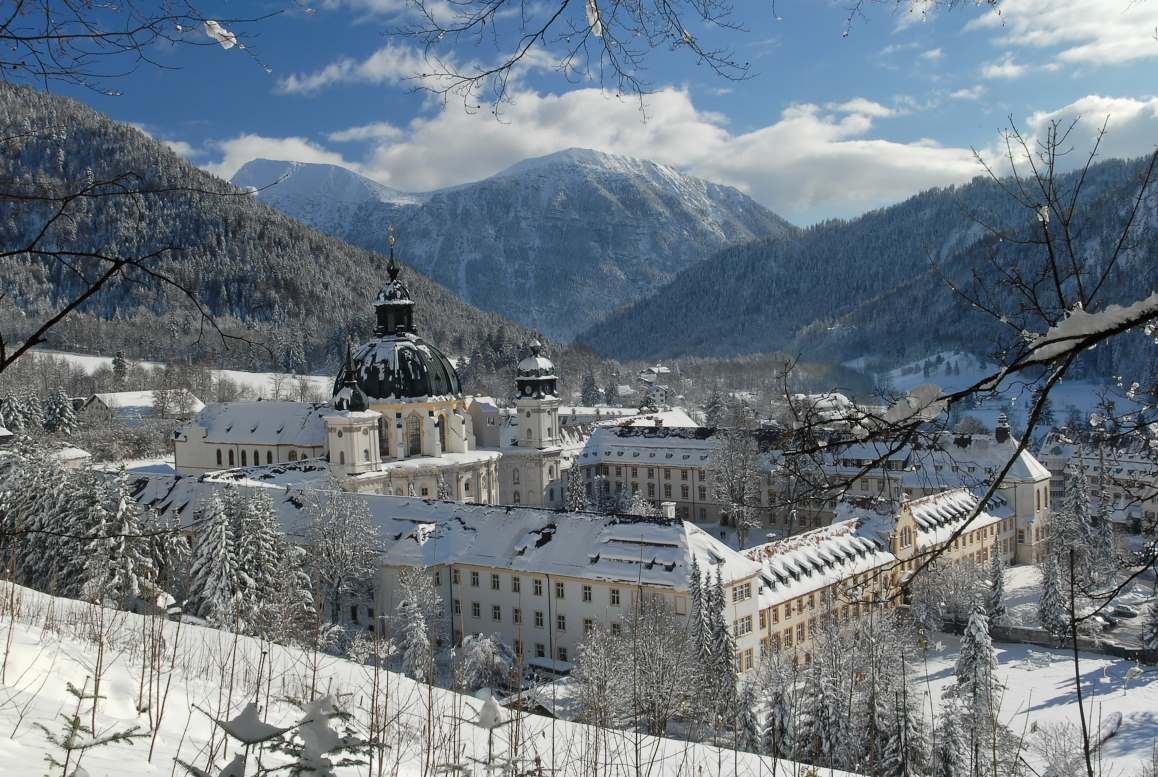
En hiver
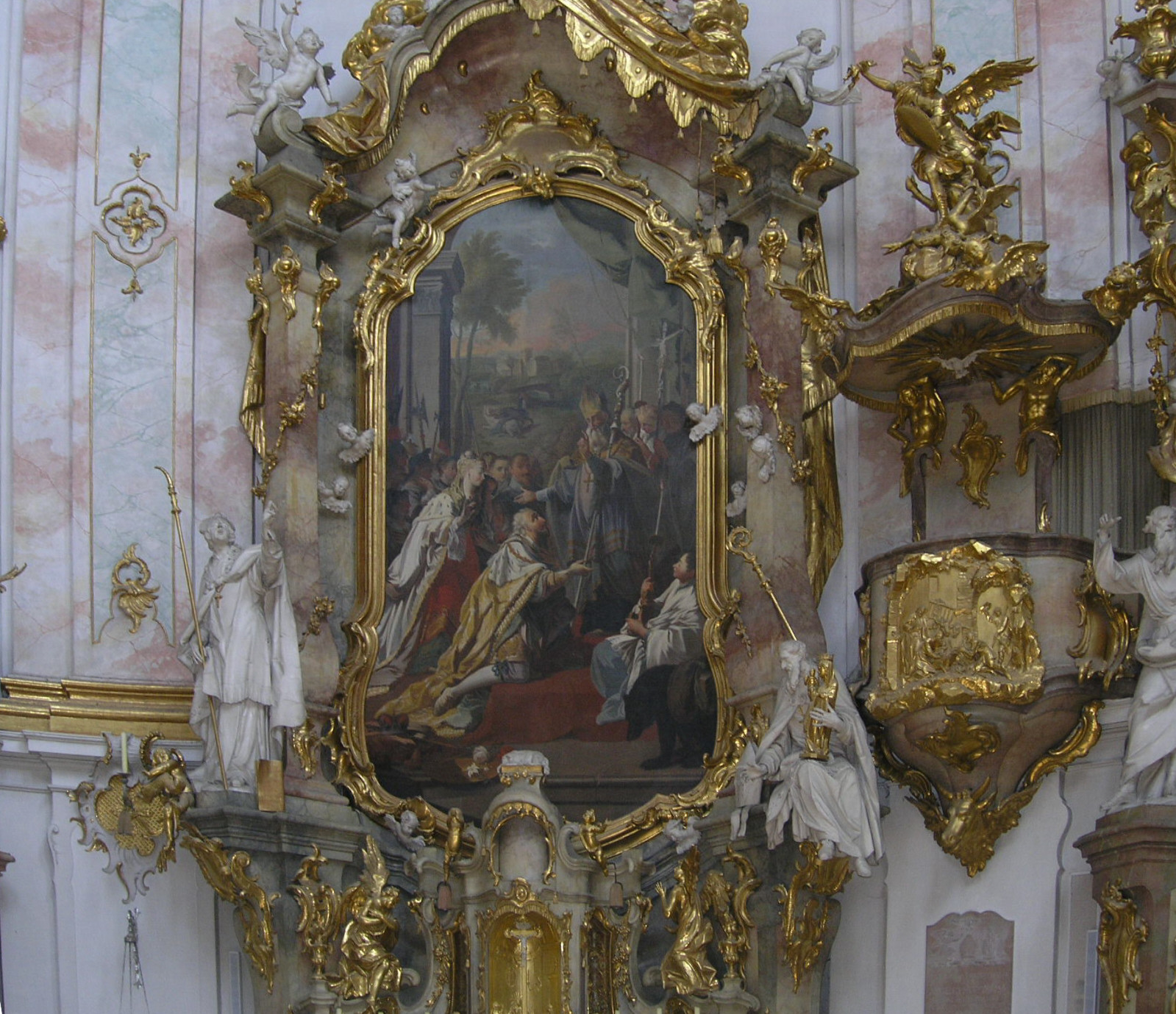
Autel de saint Corbinien de l'église abbatiale par Johann Baptist Straub
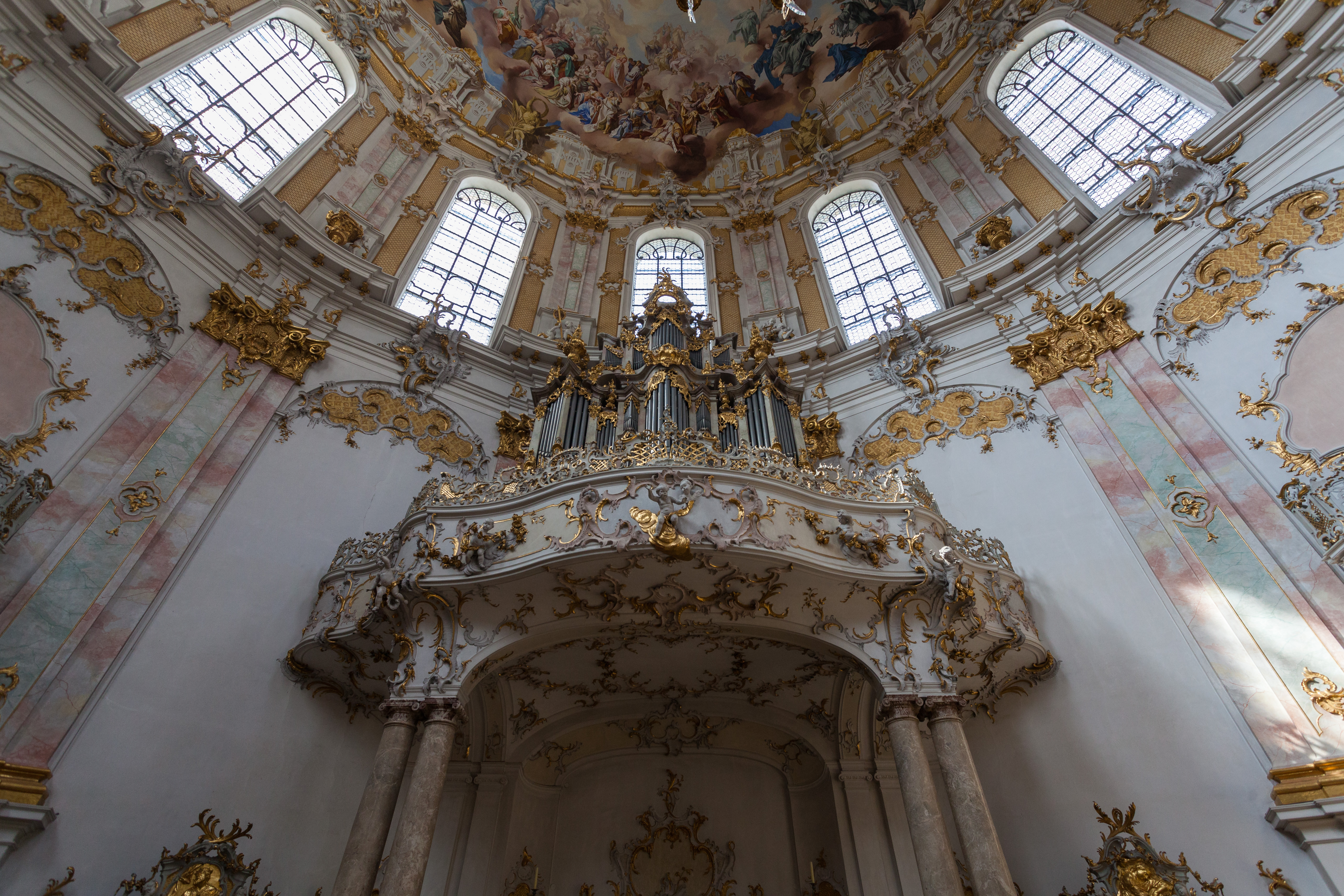
Orgues
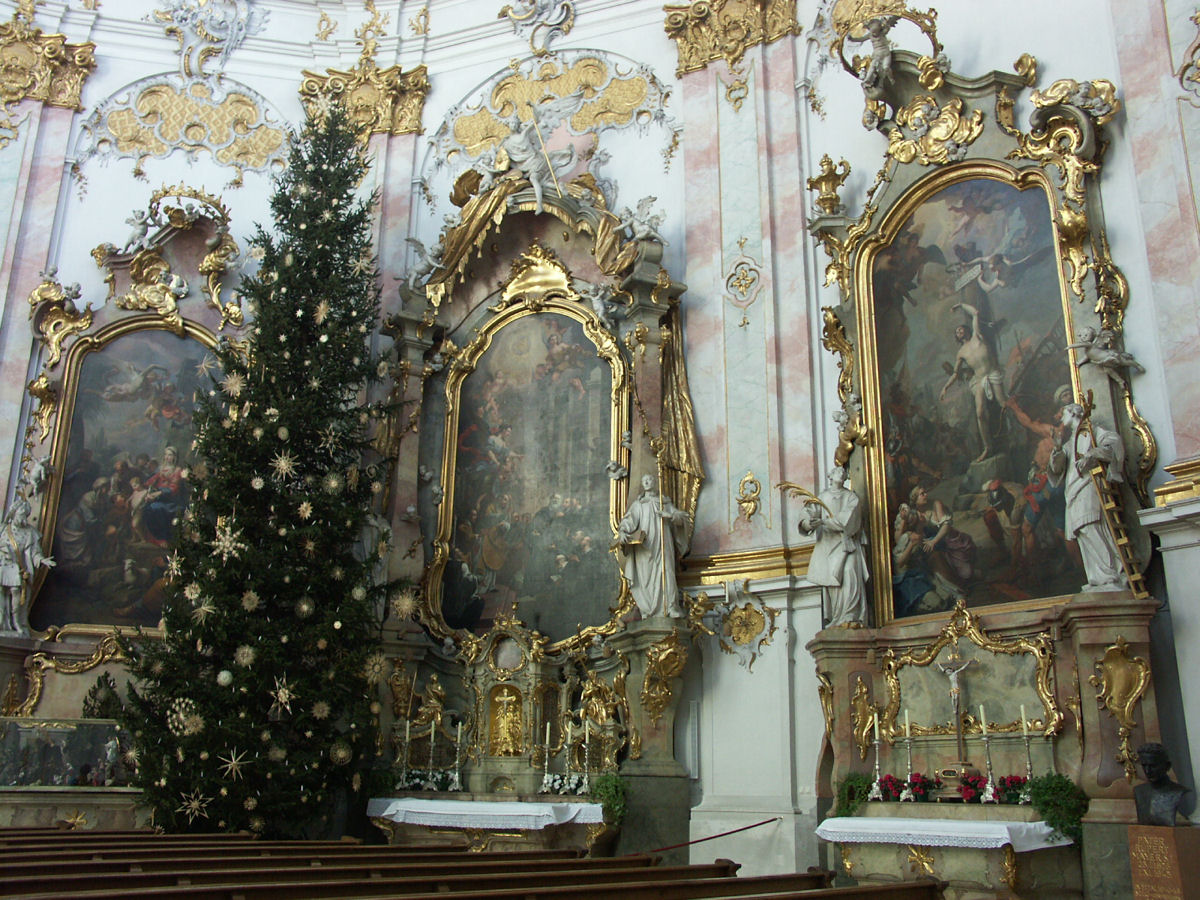
Décor intérieur rococo
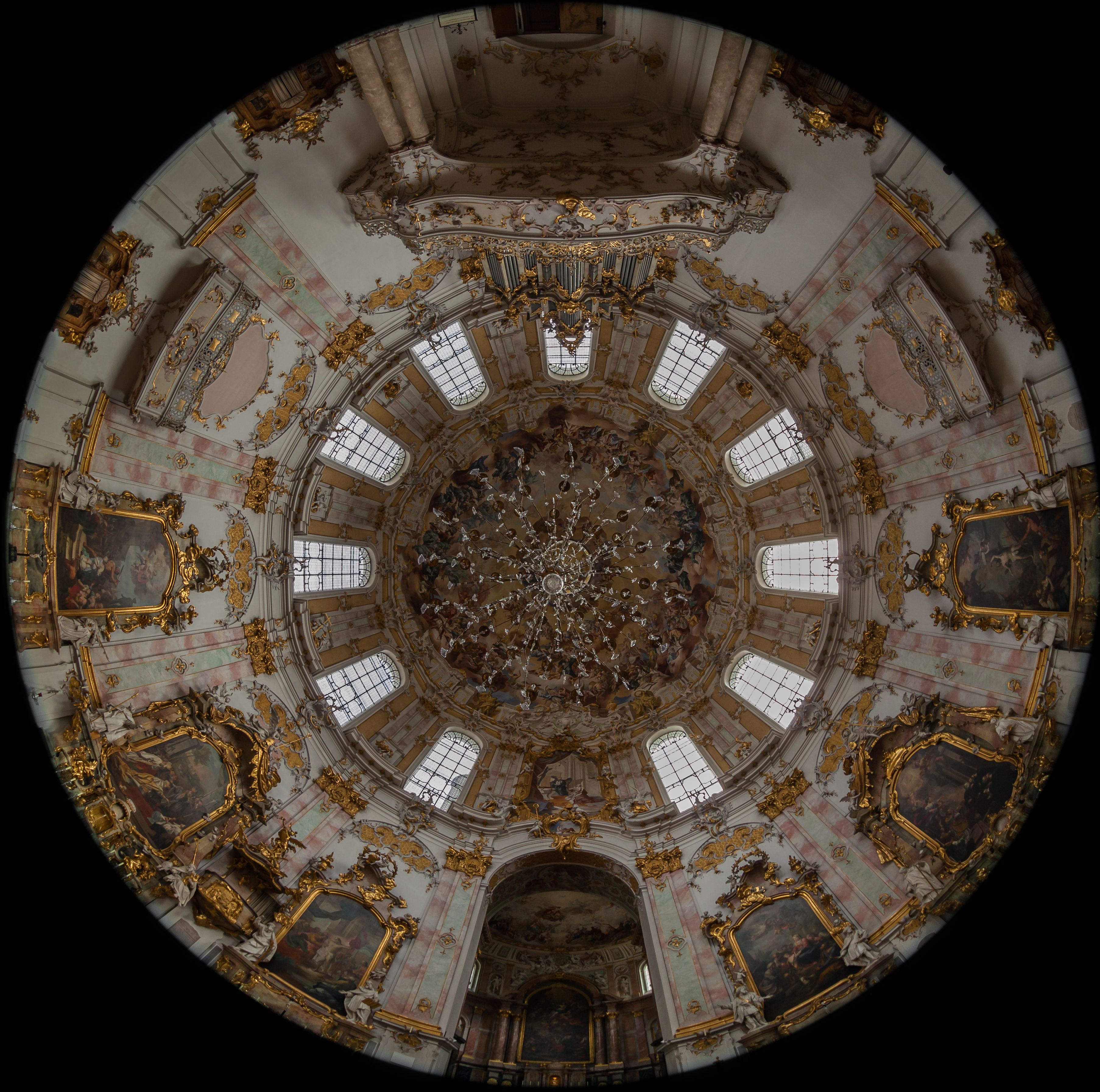
Coupole
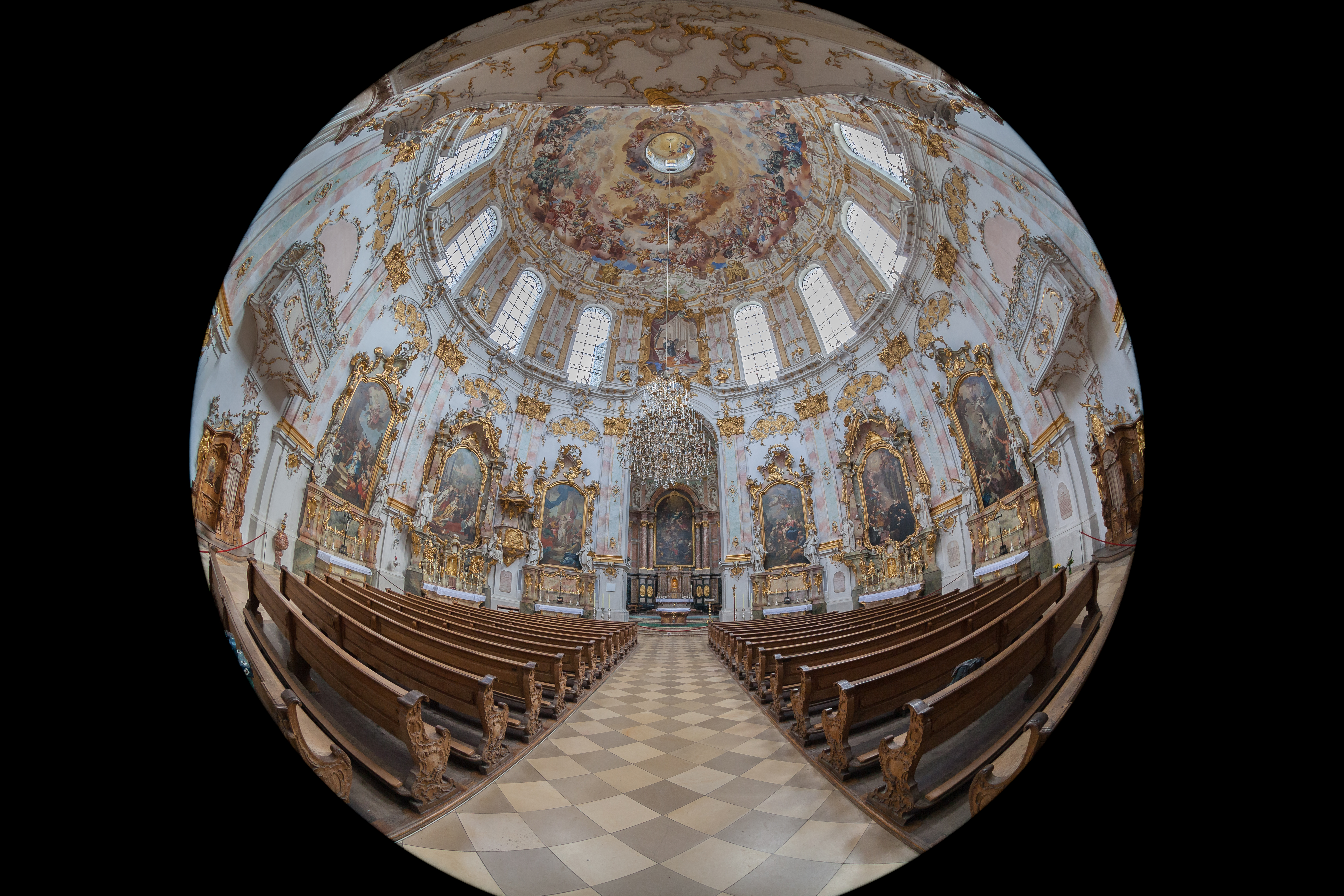
Abbatiale
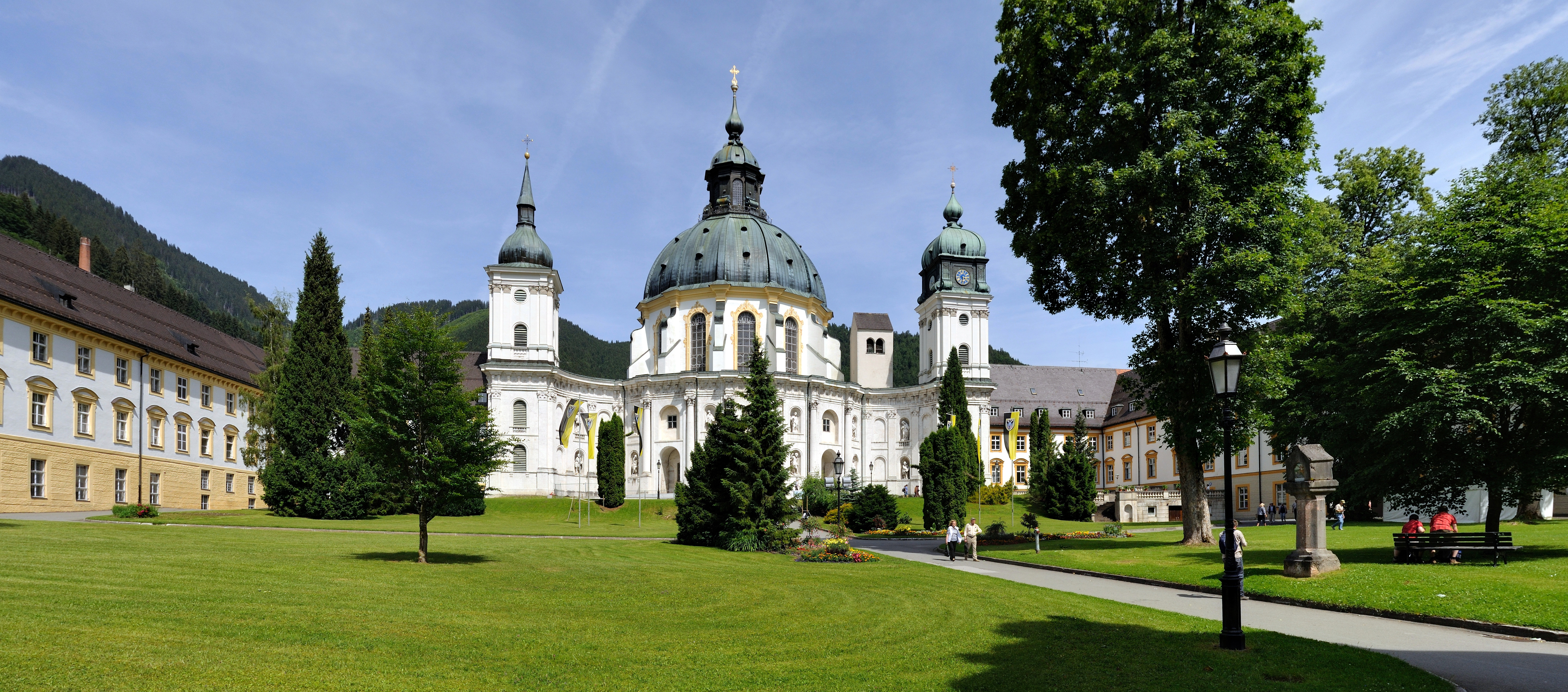
Façade et coupoles vert-de-gris
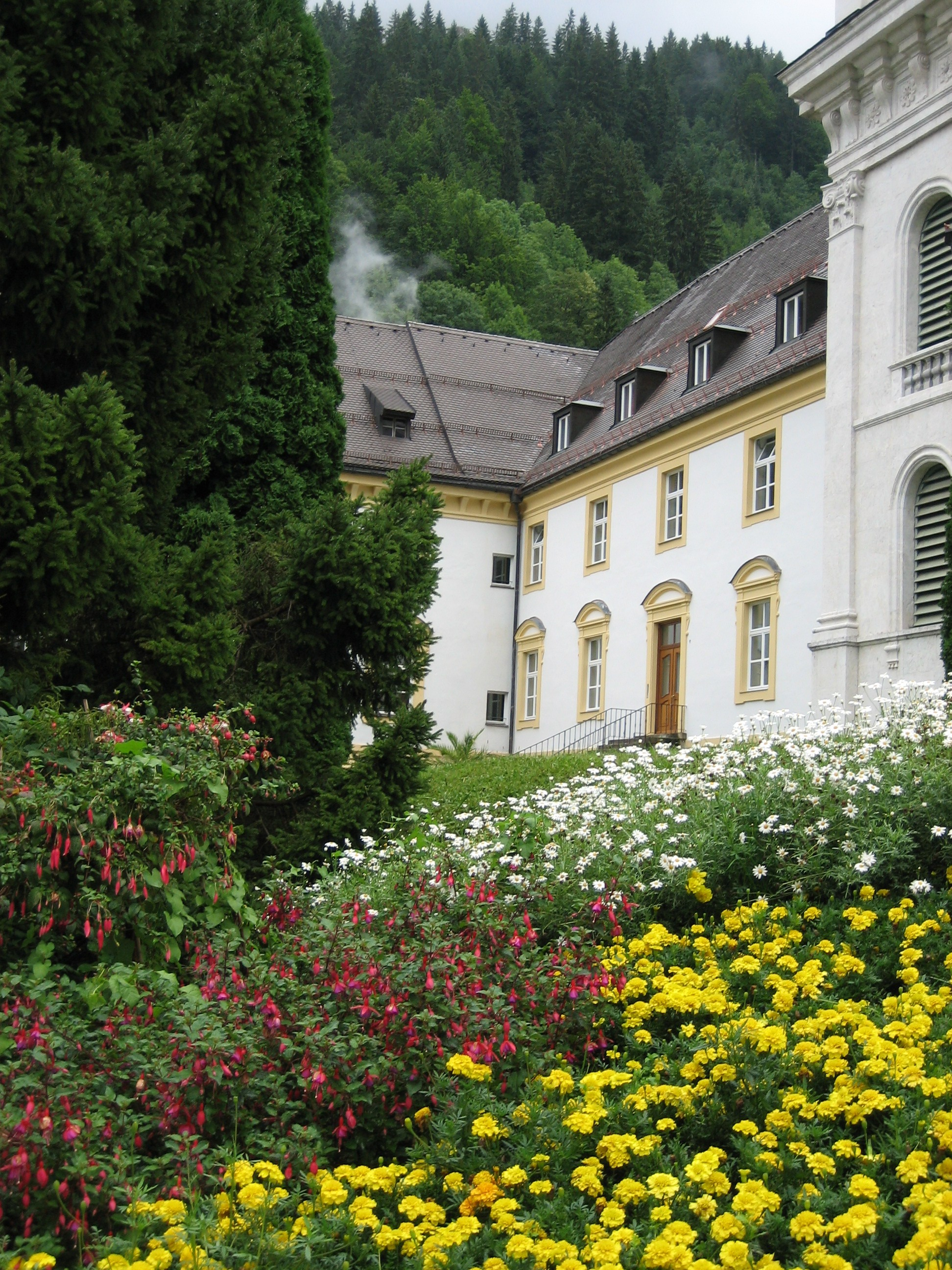
Les jardins de l'abbaye